# Peter Pantuček-Eisenbacher

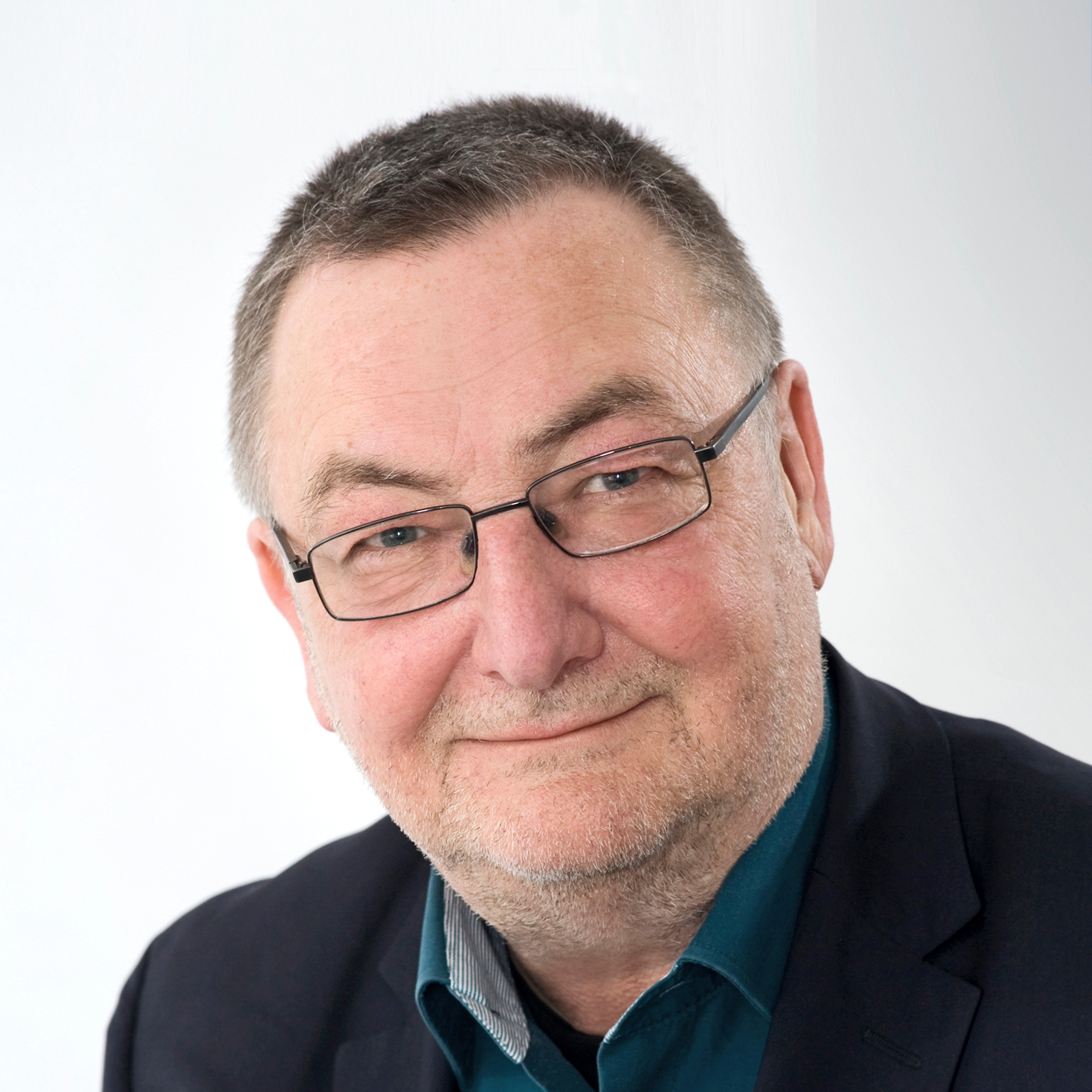
Peter Pantucek-Eisenbacher (2016)

Peter Pantuček-Eisenbacher (* 31. August 1953 als Peter Pantuček in Wien) ist ein österreichischer Diplomsozialarbeiter, Soziologe, Supervisor und Hochschullehrer. Er lehrt als Professor an der Fachhochschule St. Pölten und war von 2009 bis 2017 Leiter des Departments Soziales und des Master-Studiengangs Soziale Arbeit. Am 1. Jänner 2018 übernahm er als Geschäftsführer die Funktion des Gründungsrektors der Bertha von Suttner Privatuniversität St. Pölten.

## Leben und Ausbildung
Peter Josef Pantuček-Eisenbacher (bis 2013 Pantuček) wurde am 31. August 1953 in Wien geboren. Als zweiter Sohn der Osttirolerin Elisabeth Pantucek (geb. Brandstätter) und des  Wieners Leopold Josef Pantucek wuchs er in Großjedlersdorf auf. Sein Vater hatte tschechische Wurzeln aus Mähren, weshalb er die tschechische Schreibweise des Nachnamens wieder angenommen hat. Er besuchte die Volksschule Berzelliusgasse in Wien-Floridsdorf und anschließend das dortige Bundesgymnasium. 1971 wechselte er in den einjährigen Vorbereitungslehrgang an der Lehranstalt der Stadt Wien für gehobene Sozialberufe. Bis 1975 absolvierte er dort die Ausbildung zum Diplomsozialarbeiter. 1981 besuchte er den Fachkurs für vertiefte Einzelfallhilfe und psychiatrische Fürsorge in Wien unter Leitung von Prof. Hans Strotzka. Er begann 1994 das Studium der Soziologie, Philosophie und der Politikwissenschaft an der Universität Wien und feierte 2001 seine Sponsion als Mag. rer. soc. oec. (Universität Wien, Institut für Soziologie, Diplomarbeit „Intervention im Familienkonflikt“). Im Jahr 2004 erfolgte seine Promotion als Dr. phil. an der Universität Wien, Institut für Soziologie (Dissertation: „Soziale Diagnose. Möglichkeiten und Grenzen des Einsatzes diagnostischer Instrumente in der Sozialarbeitspraxis“).

## Berufliche Laufbahn
Seine berufliche Laufbahn begann 1975 als Sozialarbeiter am Bezirksjugendamt Floridsdorf, wo er 15 Jahre lang tätig war. Ab 1985 übernahm er Lehraufträge zuerst an der Akademie für Sozialarbeit der Stadt Wien, ab 1986 an der Bundesakademie für Sozialarbeit St.Pölten, dort von 1990 bis 2000 mit voller Lehrverpflichtung und ab 1995 als Professor mit den Schwerpunkten Methodik der Einzelfall- und Familienarbeit und Praxissupervision. Ab 1989 beteiligte er sich an der Konzeption und Leitung der berufsbegleitenden Diplomlehrgänge „Gemeinwesenorientiertes Sozial-Management und Sozial-Marketing“ sowie weiterer Lehrgänge zu Sozialarbeitswissenschaft und Sozial-Management. Von 2000 bis 2004 leitete er gemeinsam mit Kurt Fellöcker den Master-Studiengang „Soziale Arbeit und Sozial-Management“ an der Donau-Universität Krems.
Ab 1998 war er im Kern des Entwicklungsteams für einen Fachhochschulstudiengang (damals als Diplomstudiengang konzipiert) für Sozialarbeit beteiligt. Seit Gründung der Fachhochschule St. Pölten im Jahr 2001 ist er Dozent, seit 2005 Professor für die Schwerpunktthemen Methodik, Soziale Diagnostik und Sozialarbeitstheorie am Studiengang Sozialarbeit (heute: Department Soziales) an der FH St. Pölten, der hochschulischen „Nachfolgeorganisation“ der Sozialakademie. Von 2003 bis 2009 war er stellvertretender Studiengangsleiter des Diplomstudiengangs und des Master-Studiengangs Sozialarbeit an der FH St.Pölten. Das Ilse Arlt Institut für Soziale Inklusionsforschung, das einen institutionellen Rahmen für Forschungsaktivitäten am Department Soziales der FH St. Pölten bietet, leitete er von seiner Gründung im Jahr 2007 bis 2010.
Von 2009 bis 2017 leitete er den Masterstudiengang Soziale Arbeit sowie das Department Soziales. Überzeugt, dass Sozialpädagogik einer eigenständigen akademische Ausbildung bedarf, initiierte er entsprechende akademische Weiterbildungslehrgänge an „seinem“ Department.
Ab 1. Jänner 2018 übernimmt er die Funktion des Gründungsrektors der Bertha von Suttner Privatuniversität St. Pölten.

## Inhaltliche Schwerpunkte
Die Forschungs-, Fortbildungs- und Publikationstätigkeiten von Peter Pantucek-Eisenbacher befassen sich mit der Theorie und Methodik der Sozialen Arbeit mit den Schwerpunkten Theorie der Sozialarbeit, Soziale Diagnostik und Case Management.
Die Herstellung von Passung zwischen individuellen Problemlagen und gesellschaftlichen Problembearbeitungsprogrammen ist für Peter Pantuček-Eisenbacher eine zentrale Aufgabe von Sozialer Arbeit. Seiner Analyse zufolge bedeutet dies auch, dass Entscheidungsbegründungen für Interventionen ohne systematische Berücksichtigung von möglichen oder auch wahrscheinlichen Wirkungen und Nebenwirkungen von Interventionen und Hilfen nicht auskommen und somit in jedem Fall eine komplexe neue Herausforderung sind. Soziale Diagnostik kann als ein Kerngebiet von Peter Pantuček-Eisenbacher gesehen werden. Er sieht sie nicht als Vorspann, sondern als Teil des Hilfeprozesses. In seiner Dissertation zu Sozialer Diagnostik, die 2005 erstmals auch als Buch und 2012 bereits in dritter Auflage erschienen ist, präsentiert er unterschiedliche Instrumente, welche laufend auf Basis von Praxiserfahrungen weiterentwickelt werden. Besondere Relevanz in seiner Arbeit haben das Inklusionschart, die Soziale Netzwerkkarte easyNWK und der Biographische Zeitbalken easyBIOGRAPH. Diese sozialdiagnostischen Instrumente sind kooperative Verfahren und eignen sich so besonders gut dafür, in Unterstützungsprozesse eingebaut zu werden und den Dialog zwischen Klienten und Sozialarbeitern zu unterstützen.
Peter Pantuček-Eisenbacher war an der Gründung und Konzeption des e-Journals soziales kapital im Jahr 2006 maßgeblich beteiligt und war auch einer seiner ersten Herausgeber und Redakteure. Das soziale_kapital ist als e-Journal ein Publikationsforum für österreichische Autoren, die Studien im thematischen Bereich der Sozialen Arbeit (Sozialarbeit, Sozialmanagement, Sozialpädagogik) durchführen. Es dient auch der Heranbildung einer wissenschaftlichen Community rund um die Disziplin Soziale Arbeit und fördert die Publikationstätigkeit von Lehrenden der FH-Studiengänge Sozialarbeit in Österreich.
Peter Pantuček-Eisenbacher ist Gründungsvorsitzender und Präsident der Österreichischen Gesellschaft für Soziale Arbeit (ogsa), einem Gremium zur Förderung der Disziplin und Profession der Sozialen Arbeit.

## Mitgliedschaften
Mitgliedschaft in wissenschaftlichen Beiräten:
- Österreichische Liga für Kinder- und Jugendgesundheit
- Soziale Passagen – Journal für Empirie und Theorie sozialer Arbeit
- unsere jugend – Die Zeitschrift für Studium und Praxis der Sozialpädagogik
- e-beratungsjournal – Fachzeitschrift für Online-Beratung und computervermittelte Kommunikation
- Master-Studiengang Mental Health an der HS München

Mitgliedschaft in Fachorganisationen:
- Österreichische Gesellschaft für Soziale Arbeit (Präsident)
- Deutsche Gesellschaft für Soziale Arbeit
- Österreichischer Berufsverband der SozialarbeiterInnen (ÖBDS)
- Österreichische Gesellschaft für Soziologie – Sektion Sozialarbeit
- Deutsche Gesellschaft für Care- und Case-Management
- Österreichische Gesellschaft für Care- und Case-Management

## Werke

### Monographien
- Pantuček, Peter (2005): Soziale Diagnostik. Verfahren für die Praxis Sozialer Arbeit. Wien/Köln: Böhlau Verlag.
- Pantuček, Peter (1998): Lebensweltorientierte Individualhilfe. Eine Einführung für Soziale Berufe. Freiburg im Breisgau: Lambertus.

### Herausgeberschaft & Co-Autorenschaft
- Pantuček-Eisenbacher, Peter / Vyslouzil, Monika (Hg.) (2015): 30 Tage Sozialarbeit. Berichte aus der Praxis. Wien: LIT Verlag.
- Pantuček-Eisenbacher, Peter / Vyslouzil, Monika / Pflegerl, Johannes (Hg.) (2015): Sozialpolitische Interventionen. Eine Festschrift für Tom Schmid. St. Pölten.
- Pantuček, Peter / Röh, Dieter (Hg.) (2009): Perspektiven Sozialer Diagnostik. Über den Stand der Entwicklung von Verfahren und Standards. Wien, Münster: LIT Verlag.
- Pantuček, Peter / Maiss, Maria (Hg.) (2009): Die Aktualität des Denkens von Ilse Arlt. Wiesbaden: VS-Verlag.
- Pantuček, Peter / Schmid, Tom / Vyslouzil, Monika (Hg.) (2008): Recht. SO – Menschenrechte und Probleme der Sozialarbeit. Festschrift für Karl Dvorak. St. Pölten.

### Artikel (Auswahl)
- Baron, Jenny / Schriefers, Silvia / Windgasse, Annette / Pantuček-Eisenbacher, Peter (2015): „Daten für Taten: Indikatoren für Inklusion.“ – Die flüchtlingsspezifische Inklusionschart (IC_flü). In: soziales_kapital. Nr. 13.
- Moser, Michaela / Pantucek, Gertraud / Pantuček, Peter / Schmid, Tom / Winge, Meinrad (2013): Inklusion ist... Multiperspektivische Annäherungen an einen Begriff und seine Bedeutung. In: SIÖ – Sozialarbeit in Österreich. Nr. 1/2013, Jg. 180/48., 16–20.
- Pantucek, Peter (2013): Verfahren der Sozialen Diagnostik und deren Einsatz in der Jugendhilfe. In: jugendhilfe. Nr. 2, Jg. 51. Jg., 98–105.
- Pantucek, Peter (2012): Auf dem Weg zu einer Profession 2.0? Das Selbstverständnis der Profession Soziale Arbeit in Österreich ist im Wandel. In: Soziale Arbeit. Nr. 9/10 Sondernummer „Professionelle Identität in der Sozialen Arbeit“, 382–388.
- Pantucek, Peter (2011): Netzwerke erheben, darstellen und diskutieren. In: Blätter der Wohlfahrtspflege. Nr. 4, 146–148.
- Pantucek, Peter (2010): Theorie als praktisches Formular: die Inklusions-Chart 2 (IC2). In: Archiv für Wissenschaft und Praxis der sozialen Arbeit. Nr. 4, 56–69.
- Pantucek, Peter (2008): Kein Fall ohne Feld. Raum und Zeit: Überlegungen zu den Dimensionen des Sozialen. In: Sozialmagazin. Nr. 12, 28–37.
- Pantucek, Peter (2008): Soziales Kapital und Soziale Arbeit. In: soziales_kapital, wissenschaftliches journal österreichischer fachhochschul-studiengänge soziale Arbeit.
- Pantucek, Peter (2007): Professionalisierung durch Soziale Diagnostik? In: Sozialarbeit in Österreich (SIÖ). Nr. 4/2007, 18–22.
- Pantucek-Eisenbacher, Peter (2016): Methodenentwicklung und Soziale Diagnostik. Über den hilfreichen Einsatz von Nicht-Wissens von Profis. In: Sozialmagazin. Nr. 9–10, 38–46.
- Pantucek-Eisenbacher, Peter (2016): Soziale Kohäsion durch Netzwerkarbeit? In: Sozialmagazin. Nr. 11–12, 66–72.
- Pantuček-Eisenbacher, Peter (2014): Inklusionsdiagnostik. In: Resonanzen – E-Journal für biopsychosoziale Dialoge in Psychotherapie, Supervision und Beratung. Nr. 2, Jg. 2, 162–177.